# Къртипъня
Къртипъня е село в Северна България. Намира се в община Дряново, Габровска област.

## Име
Къртипъня е получило интересното си име заради дърводобива, който протичал в горите наоколо.

### Легенда за Къртипъня
В книгата „Срещи с малките братя“, издадена от издателство Бяло Братство, се срещат разкази, в които се споменава името на герой наречен „дядо Колю Къртипъня“. Според историята, той носел името си заради голямата си сила. Той присъства като герой в няколко разказа, чието действие се развива в района на село Лешница.

### Изписване
При първото преброяване на населените места след Освобождението, Къртипъня е записано под името Кърти-пън.Едва при преброяването от 1926 година е отбелязано с името Кърти-пъня.При следващите преброявания тирето отпада и се приема слятото изписване, както остава и до днес.

## География
Селото е разположено в гориста местност от Централния Предбалкан, на около 450 метра надморска височина. Близо до него тече Мала Дрянка, приток на Дряновската река. Почвите са сиви горски – едни от по-неблагоприятните за развитие на земеделие поради глинестата им структура.

### Сеизмичност
Къртипъня е разположено в зона с висока сеизмична активност. Рискът от земетресение в района на селото е около 9 според скалата на Медведев.

### Температури и климат
Климатът тук е умереноконтинентален, характеризиращ се с големи температурни амплитуди. Средната януарска температура на въздуха е 0 °C, а средната юлска е 20 °C. Валежите през януари са средно около 125 мм, а през юли са средно около 200 мм – едно от най-високите за България.

### Животински и растителен свят
Фауната и флората от този регион спадат към Евросибирска фаунистична подобласт. Букът, дъбът, борът, елата, габърът, леската, глогът, церът са доминиращите растителни видове. При животните най-често разпространени са совата, гургулицата и дроздът сред птиците, а сред бозайниците сърната, лисицата, еленът, катерицата и други.

## История
Няма официални данни за датата на възникване на селището. Знае се само, че то е основано като колиби. При първото преброяване на населените места след Освобождението, Къртипъня е преброено именно с този свой статут – на колиби. Този статут се запазва до влизането в сила на закона за административно-териториално устройство на България, което става на 18 юли 1995 година. След тази дата категориите „махала“ и „колиби“ отпадат, а всяко населено място с подобна категория придобива статут на село. Същото се случва и с Къртипъня.

## Население
При последните три преброявания – от 1992 до 2011 не е отчетен нито един постоянен жител на селото.
| Къртипъня                                    | Къртипъня | Къртипъня | Къртипъня | Къртипъня | Къртипъня | Къртипъня | Къртипъня | Къртипъня | Къртипъня | Къртипъня | Къртипъня | Къртипъня | Къртипъня | Къртипъня | Къртипъня | Къртипъня |
| -------------------------------------------- | --------- | --------- | --------- | --------- | --------- | --------- | --------- | --------- | --------- | --------- | --------- | --------- | --------- | --------- | --------- | --------- |
| година                                       | 1881      | 1893      | 1900      | 1905      | 1910      | 1920      | 1926      | 1934      | 1946      | 1956      | 1965      | 1975      | 1985      | 1992      | 2001      | 2011      |
| население                                    | 0         | 53        | 58        | 60        | 58        | 56        | 63        | 62        | 47        | 30        | 11        | 4         | 1         | 0         | 0         | 0         |
| Източници: Национален статистически институт |           |           |           |           |           |           |           |           |           |           |           |           |           |           |           |           |

## Инфраструктура
До селото се стига по черен път, отклоняващ се от асфалтовия път в Искра. В селото има само коларски пътища. Къртипъня е съставено от около 10 почти или изцяло рухнали сгради.

## Администрация
Селото попада в землището на село Царева ливада. Именно кметът на Царева ливада се грижи и за Къртипъня.